# Andrzej Frajndt
Andrzej Zbigniew Frajndt (ur. 6 listopada 1951 w Cieplicach Śląskich, obecnie Jelenia Góra) – polski piosenkarz i dziennikarz. Absolwent Wydziału Piosenkarskiego Średniej Szkoły Muzycznej im. Fryderyka Chopina w Warszawie w klasie prof. Janiny Sowilskiej (1972). Zdał też Egzamin Weryfikacyjny jako wokalista przed Państwową Komisją Egzaminacyjną Ministerstwa Kultury i Sztuki, której przewodniczył Aleksander Bardini (1981).

## Działalność zawodowa
Jeszcze podczas nauki zadebiutował jako wokalista z zespołami Bardowie oraz Omen Quartet. W 1972 śpiewał w zespole Quorum, z którym wziął udział w X Krajowym Festiwalu Polskiej Piosenki w Opolu i w ten sposób rozpoczął profesjonalną karierę piosenkarską. Po występie tym nawiązał współpracę z grupą Partita, z którą związany był do 1976. Nagrał też płytę solową (singel).
Następnie związał się z amerykańską grupą muzyczną Up With People, wyjeżdżając na kilka miesięcy do USA. Po powrocie do Polski nadal koncertował. W 1978 wziął udział w Międzynarodowym Festiwalu Piosenki w Dreźnie (NRD). W latach 80. XX wieku z powodzeniem występował za granicą (kontrakty w Szwecji i Szwajcarii). Gdy wrócił do Polski, założył agencję artystyczną, a następnie nawiązał współpracę z Warszawską Telewizją Kablową Porion, dla której rozpoczął pracę w charakterze dziennikarza. Później pisał też eseje o wydarzeniach kulturalnych w Warszawie w miesięczniku Spotkania z Warszawą.
W latach 90. zainicjował reaktywację grupy Partita i wystąpił z nią na KFPP w Opolu w 1993. Z zespołem tym związany jest do dzisiaj.
Zajmuje się organizowaniem i prowadzeniem rozmaitych imprez happeningowych i kulturalnych w kraju i za granicą. Współpracuje z Teatrem Wielkim – Operą Narodową w Warszawie. Jest ponadto zaangażowany w działalność na rzecz dzieci i młodzieży. Występuje jako solista w happeningowej formacji rockowej Zielono-Czarni, składającej się z muzyków o różnym kolorze skóry.

## Dyskografia
Źródło:.
- Andrzej Frajndt „Podaj rękę w taki czas” / „Zanim luną deszcze” (1976, SP Tonpress S-52)
- Andrzej Frajndt „Na mniej szczęśliwe dni” / „Kochani ludzie” (1980, SP Tonpress S-359)
- Andrzej Frajndt „Moja miłość z IIc” (1979, Pocztówka dźwiękowa, Tonpress R-0876)

## Wybrane piosenki
- „Dwa razy dwa” (z Partitą)
- „Kiedy wiosna buchnie majem” (z Partitą)
- „Podaj rękę w taki czas” (muz. Antoni Kopff, sł. Bogdan Olewicz)
- „Zanim luną deszcze” (muz. Antoni Kopff, sł. Bogdan Olewicz)
- „Ze starej płyty” (muz. Janusz Kępski, sł. Janusz Szczepkowski)

## Nagrody i wyróżnienia
- Tytuł honorowego członka Polonii austriackiej
- 2001 – Nagroda Polak Roku, Szwecja 2001
- 2003 – medal „Przyjaciel Dzieci Ulicy”
- 2004 – Odznaka Specjalna „Przyjaciel Dziecka”
- 2007 – Perła Honorowa Polskiej Gospodarki dla Zespołu Partita w kategorii krzewienie wartości społecznych[2]
- Srebrny Krzyż Trynitarzy